# علي بن حسين الخاقاني
علي الخاقاني (1246 - 1334 هـ / 1830 - 1916 م) هو فقيه إمامي ، من أهل النجف.
من آثاره: كتاب «رجال الخاقاني» ، طبع بعد وفاته سنة 1338 هـ. حفيده هو الأديب علي الخاقاني (ت. نحو 1400 هـ) صاحب كتاب «شعراء الغري».